# Samojlovka
Samojlovka (in russo Самойловка?) è un insediamento di tipo urbano dell'oblast' di Saratov, in Russia; è il centro amministrativo del distretto Samojlovskij.
Il villaggio si trova sulla riva sinistra della Tersa (affluente della Medvedica), 160 km (in linea d'aria) a sud-ovest di Saratov.